# Pedro José Guiteras
Pedro José Guiteras Font (Matanzas, 1814-Charleston, 1890) fue un historiador, escritor y educador cubano.

## Biografía
Nació el 17 de mayo de 1814 en Matanzas. Literato e historiador, trabajó en mejorar la educación e instrucción de la mujer. Falleció el 3 de febrero de 1890 en la ciudad estadounidense de Charleston, en el estado de Carolina del Sur. Era hermano de Antonio Guiteras y Eusebio Guiteras.